# علی مؤیدی
علی مویدی  (زادهٔ ۱۳۳۸ در بیضا فارس) عضو ادوار اول و دوم شورای اسلامی شهر شیراز بوده‌است. او نماینده حوزه انتخابیه  سپیدان و بیضا در دوره هفتم مجلس شورای اسلامی نیز بوده‌است. وی نایب رئیس و سخنگوی کمیسیون عمران مجلس هفتم بود.

## سوابق
- نماینده مجلس دور هفتم نایب رئیس و سخنگو کمیسیون عمران
- عضو ادوار اول و دوم شورای اسلامی شهر شیراز
- مشاور پارلمانی شهرداری تهران